# Hall of Fame Tennis Championships 2010
L'Hall of Fame Tennis Championships 2010 (conosciuto anche con il nome di Campbell Soup Company's Hall of Fame Tennis Championships per ragioni di sponsor) è stato un torneo di tennis giocato su campi in erba all'aperto. Era la 35ª edizione del torneo che apparteneva alla categoria ATP World Tour 250 series nell'ambito dell'ATP World Tour 2010. Si è disputato all'International Tennis Hall of Fame di Newport, Rhode Island, negli Stati Uniti, dal 5 all'11 luglio 2010.

## Partecipanti

### Teste di serie
| Giocatore        | Nazionalità | Ranking* | Testa di serie |
| ---------------- | ----------- | -------- | -------------- |
| Sam Querrey      | Stati Uniti | 21       | 1              |
| Santiago Giraldo | Colombia    | 54       | 2              |
| Alejandro Falla  | Colombia    | 60       | 3              |
| Olivier Rochus   | Belgio      | 68       | 4              |
| Mardy Fish       | Stati Uniti | 73       | 5              |
| Karol Beck       | Slovacchia  | 88       | 6              |
| Rajeev Ram       | Stati Uniti | 93       | 7              |
| Taylor Dent      | Stati Uniti | 97       | 8              |

*Le teste di serie sono basate sul ranking del 21 giugno 2010.

### Altri partecipanti
I seguenti giocatori hanno ricevuto una wild card per il tabellone principale: 
- Ryan Harrison
- Denis Kudla
- Nicolas Mahut

I seguenti giocatori sono passati dalle qualificazioni:

- Serhij Bubka
- Richard Bloomfield
- Raven Klaasen
- Alexander Peya

## Campioni

### Singolare
Mardy Fish ha battuto in finale  Olivier Rochus con il punteggio di 5–7, 6–3, 6–4

### Doppio
Carsten Ball /  Chris Guccione hanno battuto in finale  Santiago González /  Travis Rettenmaier con il punteggio di 6–3, 6–4